# Annales Ryenses
Los Annales Ryenses (Anales de Ryd, también Chronicon Erici Regis; danés: Rydårbogen), son unas crónicas medievales sobre la historia de Dinamarca desde el reinado de Dan (quien dio el nombre a la nación) hasta Erico VI.
La obra comenzó a escribirse poco después de la llegada de los monjes cistercienses a la abadía de Ryd hacia 1210 y se concluyó en 1288. Del estilo se desprende que los cronistas fueron todos monjes de Jutlandia y cuya perspectiva difiere poco de otros escritores contemporáneos como Saxo Grammaticus. El tono de los escritos son abiertamente antialemanes.
Se conservan cuatro versiones:
1. La versión en latín de 1288, depositada en la Hamburg Stadtbibliothek, manuscrito catalogado como 98b 4°, incluye una versión de los Annales Albiani.
2. La versión en danés de 1314, depositada en la Biblioteca Real de Dinamarca, Copenhague, incluye varios textos legales.
3. La versión en danés de 1295, depositada en la Biblioteca Nacional de Suecia, manuscrito K 4, incluye varios textos adicionales.
4. La versión en danés de 1226, depositada en la Biblioteca Real de Dinamarca, Copenhague, manuscrito NKS 606 8°

Los Annales Ryenses y Gesta Danorum son las fuentes principales sobre la historia danesa durante la Edad Media.